# Греблина (Путильська селищна громада)
Гре́блина — село у Путильській селищній громаді Вижницького району Чернівецької області України.

## Населення

### Мова
Розподіл населення за рідною мовою за даними перепису 2001 року:
| Мова       | Кількість | Відсоток |
| ---------- | --------- | -------- |
| українська | 294       | 99.66%   |
| російська  | 1         | 0.34%    |
| Усього     | 295       | 100%     |